# 藤村博之
藤村 博之（ふじむら ひろゆき、1956年11月29日 - ）は、日本の経営学者。独立行政法人労働政策研究・研修機構理事長。博士（経済学）（京都大学・論文博士・1995年）。専門は、人的資源管理論・労使関係論。広島県出身。

## 年譜
- 1975年3月：広島学院高等学校卒業
- 1979年3月：名古屋大学経済学部経済学科卒業
- 1982年3月：名古屋大学大学院経済学研究科修士課程修了
- 1984年3月：名古屋大学大学院経済学研究科博士課程中退
- 1984年4月 - 1990年3月：京都大学経済研究所助手
- 1990年4月 - 1997年9月：滋賀大学経済学部助教授、教授
- 1997年10月 - 2004年3月：法政大学経営学部教授
- 2004年4月 -：法政大学経営大学院イノベーション・マネジメント研究科教授（現職）
- 2007年 -：厚生労働省中央最低賃金審議会公益委員[2]
- 2019年7月 -：厚生労働省中央最低賃金審議会会長（現職）
- 2023年4月 - ：独立行政法人労働政策研究・研修機構理事長[1]

## 研究テーマ
現在の研究テーマは以下の4つである。
1. 大学と企業の連携による若年層の育成
2. 日本企業における管理職育成のあり方
3. 高齢者雇用の実態と課題
4. 労働組合の役割強化

1980~90年代は旧ユーゴスラビア、ドイツに留学した経験から「労働者の経営参加」を研究対象とし、2000年代以降は主に「管理職育成」の研究に取り組む。

## 著書

### 単著
- 『海外進出企業の労使紛争における日本の産別労働組織の役割』（滋賀大学、1990年）
- 『ユーゴ労働者自主管理の挑戦と崩壊』（滋賀大学、1994年）
- 『企業にとって中高年は不要か:日本型雇用システムの再評価』（生産性出版、1997年）
- 『日本企業の人事管理改革』（滋賀大学、1997年）

### 共編著
- （小池和男 編著）『現代の人材形成:能力開発をさぐる』（ミネルヴァ書房、1986年）
- （現代総合研究集団 監修; 佐藤博樹、藤村博之 編著）『エクセレント・ユニオン : 1150組合の活性化提言』（第一書林、1991年）
- （佐藤博樹、藤村博之、八代充史 著）『新しい人事労務管理』（有斐閣、1999年/第5版、2015年）
- （佐藤博樹、藤村博之、八代充史 著）『マテリアル人事労務管理』（有斐閣、2000年/新版、2006年）
- （藤村博之、洞口治夫 編著）『現代経営学入門 : 21世紀の企業経営』（ミネルヴァ書房、2001年）
- （藤村博之 監修; 社会経済生産性本部生産性労働情報センター 編）『事例にみる雇用延長と処遇制度 : 60歳代継続雇用の仕組みと実際』（社会経済生産性本部生産性労働情報センター、2001年）
- （樋口美雄、財務省財務総合政策研究所 編著）『団塊世代の退職と日本経済』（日本評論社、2004年）
- （岩村正彦、藤村博之 著）『65歳継続雇用時代にどう備えるか? :改正高齢法で求められる労使の新たなルールづくり』（労働政策研究・研修機構、2005年）
- （久本憲夫 編著）『労使コミュニケーション』（ミネルヴァ書房、2009年）
- （竹内宏、末廣昭、藤村博之 編）『人材獲得競争：世界の頭脳をどう生かすか!』（学生社、2010年）
- （猪木武徳 編）『〈働く〉は、これから: 成熟社会の労働を考える』（岩波書店、2014年）
- （経団連出版 編）『人事の潮流 = New Human Resource Trends：人と組織の未来像』（経団連出版、2015年）

### 翻訳書
- （イヴォ・サナーデル、アンテ・スタマッチ 編; 藤村博之 訳）『この苦難のときに: クロアチア平和祈念詩集』（第一書林、1996年）